# L'uomo meccanico
Pour plus de détails, voir Fiche technique et Distribution.
L'uomo meccanico est un film de science-fiction italien réalisé par André Deed et sorti en 1921.
En plus d'être l'un des premiers films de science-fiction produits en Italie, il met en scène pour la première fois une confrontation entre un bon et un mauvais robot. Comme Il mostro di Frankenstein (1920) a été perdu, L'uomo meccanico est le premier film de science-fiction produit en Italie qui existe encore, même si dans une version partielle de seulement 26 minutes.

## Synopsis
Un scientifique parvient à construire un mécanisme à forme humaine qui peut être contrôlé à distance par une machine. L'homme mécanique possède une vitesse et une force supérieures à celles des humains. Cependant, le scientifique est assassiné par une bande de criminels, dirigée par Margherita Donadieff (Mado), qui veut obtenir les instructions pour construire l'homme mécanique. Les criminels sont arrêtés avant de pouvoir mettre la main dessus et sont jugés et condamnés. Grâce à une ruse, Mado parvient à s'échapper de prison et à enlever Elena D'Ara, la nièce du scientifique, pour la forcer à lui donner les instructions nécessaires à la construction d'un autre automate mécanique.
L'homme mécanique est utilisé pour divers crimes, contrôlé à distance par Mado au moyen d'un « tele-visore » (litt. « télé-viseur »). Le frère du scientifique parvient cependant à créer un deuxième homme mécanique qu'il utilise contre l'original. Les deux hommes mécaniques s'affrontent lors d'une veillée à l'Opéra et finissent par se détruire et détruire le théâtre. Après de nombreuses scènes de destruction et de désordre parmi les personnes présentes, le méchant droïde est vaincu grâce à l'aide de Saltarello, qui provoque un court-circuit dans le système de contrôle, ce qui entraîne la mort du vicieux Mado.

## Fiche technique
- Titre original italien : L'uomo meccanico[2]
- Réalisation : André Deed
- Scénario : André Deed
- Photographie : Alberto Chentrens
- Société de production : Società Anonima Milano Films
- Pays de production :  Royaume d'Italie
- Langue originale : italien
- Format : Noir et blanc - 1,33:1 - muet - 35 mm
- Durée : 60 - 80 minutes (seules 26 minutes sont aujourd'hui visionnables)
- Genre : film de science-fiction
- Dates de sortie :
  - Royaume d'Italie : novembre 1921

## Distribution
- André Deed : Modestino D'Ara, dit « Saltarello »
- Valentina Frascaroli : Margherita Donadieff, dite « Mado »
- Matilde Lambert : Elena D'Ara
- Gabriel Moreau : Professeur D'Ara
- Ferdinand Vivas-May : Ramberti

## Production
L'uomo meccanico est la suite du film de 1920 Il documento umano (it) (litt. « Le document humain »), dans lequel un scientifique tatoue le secret de son invention sur la peau de sa fille. Le troisième volet de la série, Gli strani amori di Mado (litt. « Les étranges amours de Mado »), n'a pas été réalisé. L'auteur du film, Henri André Augustin Chapais dit André Deed, est surtout connu comme acteur dans les comédies mettant en scène les personnages de Boireau et de Gribouille. La femme criminelle Mado est interprétée par Valentina Frascaroli, l'épouse de Deed.
Le film est une combinaison inhabituelle de science-fiction, de suspense, d'aventure et de comédie d'action, la marque de fabrique de Deed. Son évaluation est entravée par la brièveté et la fragmentation des parties conservées. L'élément le plus mémorable est l'un des premiers robots de l'histoire du cinéma, bien qu'il ne porte pas encore ce nom inventé par Karel Čapek l'année précédente. Les robots de L'uomo meccanico présentent des similitudes avec les machines mécaniques des futuristes italiens et ressemblent aux cagoules en fer-blanc des films de science-fiction des années 1950. La scène dans laquelle le robot pénètre une porte en acier est presque identique à celle du Terminator de 1984, tandis que la femme criminelle masquée rappelle des personnages comme le maître voleur Fantômas et le Filibus (1915), dont le sexe est en contradiction avec le sien. Le film présente également des images osées, dont la plus dérangeante est celle d'une femme dénudée par un robot.

## Accueil critique
Les critiques contemporains ont trouvé que le film était un ensemble inutilement complexe et décousu de scènes par ailleurs bien exécutées. Selon l'historien du cinéma Gian Piero Brunetta, L'uomo meccanico est un exemple intéressant de mélange des genres et d'influence du futurisme sur une comédie qui était considérée comme le moins important des genres.

## Restauration
On a longtemps cru que ce film était perdu, mais 740 mètres d'une version portugaise ont été retrouvés à la Cinemateca Brasileira de São Paulo, au Brésil, puis restaurés en 1992 grâce à l'intervention de la cinémathèque de Bologne,. Sur la durée originale d'environ une heure, 26 minutes ont été retrouvées (ce qui correspond à 740 mètres de film) ; la plupart des parties perdues sont les scènes d'ouverture du film, telles que les séquences avec le scientifique. Les sous-titres portugais ont été traduits en italien et le film est accompagné d'une musique composée par Marco Dalpane, Giorgio Casadei et Massimo Semprini.
Sur la base d'une première version du scénario, l'intrigue du film a été reconstituée avec des éléments typiques de la science-fiction pour l'époque, comme la présence d'un écran annonçant la télévision, encore expérimentale à l'époque, et d'un robot télécommandé par un poste de télévision. La caractérisation du robot est originale et inspirera plus tard le cinéma de science-fiction américain des années 1950.
La restauration, publiée sur cassette VHS, est également disponible en DVD auprès de la société américaine Alpha Video. Elle comprend des sous-titres en anglais et une musique recomposée par Rachel Gutches.